# Rùa lưng phẳng
Rùa lưng phẳng (Natator depressus) là một loài rùa biển sống quanh những bãi biển lắm cát và vùng nước nông nước Úc. Chúng là một thành viên họ Cheloniidae, cùng với những loài rùa biển khác. Tên loài rùa này bắt nguồn từ việc mai chúng phẳng, bẹt hơn các loài rùa biển khác. Mặt lưng màu xanh ôliu đến xám, mặt bụng màu kem. Con trưởng thành dài trung bình 76 cm đến 96 cm, nặng 70 kg đến 90 kg. IUCN coi loài này như một loài thiếu dữ liệu, tức là hiện chưa có đủ tài liệu để kết luận tình trạng bảo tồn. Hồi năm 1994, nó được liệt kê là loài dễ thương tổn. Tuy vậy, ta biết chúng không bị đe dọa ngang các loài rùa biển khác nhờ phạm vi lan tỏa không rộng.

## Phân loại
Rùa lưng phẳng được Samuel Garman mô tả dưới tên Chelonia depressa năm 1880, trước khi nó được Allan Riverstone McCulloch chuyển sang chi Natator năm 1908.